# Lars Lippert
Lars Lippert (født 12. april 1965) er en dansk skuespiller.
Han er uddannet fra Statens Teaterskole i 1992.

## Filmografi
- De frigjorte (1993)
- Min fynske barndom (1994)
- Farligt venskab (1995)
- Den blå munk (1998)
- No Right Turn (2006)

### Tv-serier
- En fri mand (1996)
- Den hemmelige tunnel (julekalender, 1997)
- Strisser på Samsø (1997-1998)
- Hvide løgne (1998-2001)
- Rejseholdet (2000-2003)
- Nikolaj og Julie (2002-2003)

### PC spil
- World in Conflict (2007)